# Rhytidoponera depilis
Rhytidoponera depilis är en myrart som beskrevs av Ward 1984. Rhytidoponera depilis ingår i släktet Rhytidoponera och familjen myror. Inga underarter finns listade i Catalogue of Life.